# 斯捷普诺伊农村居民点
斯捷普诺伊农村居民点（俄语：Степновское сельское поселение）是俄罗斯联邦伏尔加格勒州列宁斯克区所属的一个农村居民点。其下辖有2个居民点，行政中心为斯捷普诺伊。据2016年统计，该农村居民点的人口为1017人。